# Resultados do Carnaval do Rio de Janeiro em 1937
Nesta página estão listados os resultados dos concursos de escolas de samba, ranchos carnavalescos e sociedades carnavalescas do carnaval do Rio de Janeiro do ano de 1937. Os desfiles foram realizados entre os dias 7 e 9 de fevereiro de 1937.
A Vizinha Faladeira venceu o desfile das escolas de samba, conquistando seu primeiro título de campeã do carnaval carioca. A escola apresentou o enredo "Uma Só Bandeira", em homenagem às bandeiras nacional e dos estados brasileiros. O desfile dividiu opiniões e foi comparado ao dos ranchos devido ao luxo de suas alegorias. A própria comissão julgadora do concurso criticou a utilização de um automóvel e cavalos na comissão de frente da Vizinha. A Portela ficou com o vice-campeonato com um desfile sobre o carnaval. Algumas escolas não foram julgadas, dentre elas, a Estação Primeira de Mangueira e a campeã do ano anterior, Unidos da Tijuca.
União das Flores foi o campeão dos ranchos. Clube dos Democráticos conquistou o título do concurso das grandes sociedades.

## Escolas de samba
O desfile das escolas de samba do Rio de Janeiro de 1937 foi realizado no domingo, dia 7 de fevereiro do mesmo ano, na Praça Onze. O concurso foi organizado pela União das Escolas de Samba (UES). Foram inscritas 32 agremiações, mas apenas 16 foram julgadas, porque, em determinada hora, o delegado Dulcídio Gonçalves mandou desligar a corrente elétrica e retirar o cordão de isolamento e o policiamento do local alegando que o evento havia ultrapassado o horário permitido. Os julgadores deixaram o coreto de avaliação e foram embora do local. Com isso, algumas escolas não foram julgadas, entre elas, a campeã do ano anterior, Unidos da Tijuca, o Prazer da Serrinha, e a Estação Primeira de Mangueira, que apresentaria o enredo "O Senhor dos Compositores de Morro".

### Julgadores
Quatro julgadores avaliaram as escolas: Raul Alves (do Jornal A Pátria); Carlos Ferreira (Jornal A Batalha); Abílio Harry Alves (Departamento de Turismo); e Lourival Pereira (Jornal O Jornal). Romeu Arede estava selecionado mas não compareceu.

### Classificação
Vizinha Faladeira foi a campeã, conquistando seu primeiro título no carnaval carioca. Apresentando o enredo "Uma Só Bandeira", em homenagem às bandeiras nacional e dos estados brasileiros, a escola impressionou pelo luxo de suas alegorias. A comissão de frente foi formada por um automóvel decorado seguido por seis homens fantasiados e montados em cavalos. Para iluminação, utilizou quarenta gambiarras de lampiões de carbureto, enquanto as demais escolas utilizaram velas e lamparinas. Destaque também para as fantasias de seda. A bateria da Vizinha apresentou instrumentos de sopro, o que não era proibido pelo regulamento daquele ano.
O desfile da escola dividiu opiniões. A própria comissão julgadora, que deu o título à Vizinha, elaborou uma nota contestando a utilização de automóveis e cavalos, sinalizando que tal ato descaracterizava um desfile de escola de samba. O Jornal Gazeta de Notícias comparou a apresentação da Vizinha aos desfiles de ranchos, na época, mais luxuosos e opulentos que os das escolas. Vice-campeã, a Portela realizou um desfile sobre o carnaval.
| Legenda: Campeã * Sem informação disponível |

| Col. | Escola                          | Enredo                                   | Carnavalesco(a)      | Pontos |
| ---- | ------------------------------- | ---------------------------------------- | -------------------- | ------ |
| 1    | Vizinha Faladeira               | Uma Só Bandeira                          | *                    | 187    |
| 2    | Portela                         | O Carnaval                               | Lino Manuel dos Reis | 175    |
| 3    | Depois Eu Digo                  | Sonho de Malandro - A Primavera no Morro | *                    | 163    |
| 4    | Unidos da Mangueira             | *                                        | *                    | 161    |
| 5    | Unidos do Tuiuti                | *                                        | *                    | 129    |
| 6    | União Parada de Lucas           | *                                        | *                    | 119    |
| 7    | Azul e Branco do Salgueiro      | Voando para o Rio                        | *                    | 118    |
| 8    | Papagaio Linguarudo             | *                                        | *                    | 113    |
| 9    | Cada Ano Sai Melhor             | *                                        | *                    | 105    |
| 9    | Mocidade Louca de São Cristóvão | *                                        | *                    | 105    |
| 10   | Unidos de Cavalcante            | *                                        | *                    | 94     |
| 11   | União Barão da Gamboa           | *                                        | *                    | 93     |
| 12   | Paraíso do Grotão               | *                                        | *                    | 91     |
| 13   | Unidos do Salgueiro             | *                                        | *                    | 90     |
| 14   | Fiquei Firme                    | *                                        | *                    | 89     |
| 15   | Filhos do Deserto               | *                                        | *                    | 78     |

## Ranchos carnavalescos
O desfile dos ranchos foi organizado pelo Jornal do Brasil e realizado a partir das 20 horas e 10 minutos da segunda-feira, dia 8 de fevereiro de 1937, na Avenida Rio Branco.
| Ordem dos desfiles |
| 1. Rouxinol de Bangu 2. Decididos de Quintino 3. Recreio dos Lavradores 4. União das Flores 5. Parasitas de Ramos 6. Última Hora 7. Caprichosos Unidos do Brasil |

Julgadores
Os ranchos foram avaliados por quatro julgadores.
| Julgador 1    | Julgador 2    | Julgador 3        | Julgador 4      |
| ------------- | ------------- | ----------------- | --------------- |
| Freire Júnior | Armando Viana | Magalhães Correia | Dr. Abadie Rosa |

### Classificação
União das Flores foi o campeão.
| Col. | Rancho                       | Enredo                              | Pontos | Premiação |
| ---- | ---------------------------- | ----------------------------------- | ------ | --------- |
| 1    | União das Flores             | Cidade Cristã do Oriente            | 328    | 5:000$000 |
| 2    | Parasitas de Ramos           | Reinado Maldito                     | 293    | 3:000$000 |
| 3    | Decididos de Quintino        | Literatura e Música da Nossa Pátria | 277    | 1:000$000 |
| 4    | Última Hora                  | Garimpos do Brasil                  | 258    | 1:000$000 |
| 5    | Rouxinol de Bangu            | Vitoria Régia                       | 239    | -         |
| 6    | Recreio dos Lavradores       | Vida na Roça                        | 236    | -         |
| 7    | Caprichosos Unidos do Brasil | Aventuras Eternas                   | 204    | -         |

## Sociedades carnavalescas
O desfile das grandes sociedades foi realizado a partir da noite da terça-feira de carnaval, dia 9 de fevereiro de 1937, na Avenida Rio Branco.
| Ordem dos desfiles                                                                                                   |
| 1. Pierrôs da Caverna 2. Clube dos Democráticos 3. Congresso dos Fenianos 4. Clube dos Fenianos 5. Tenentes do Diabo |

### Classificação
Clube dos Democráticos foi o campeão.
| Col. | Sociedade              |
| ---- | ---------------------- |
| 1    | Clube dos Democráticos |
| 2    | Tenentes do Diabo      |
| 3    | Clube dos Fenianos     |
| 4    | Pierrôs da Caverna     |
| 5    | Congresso dos Fenianos |